# Lorenzo Imperiali
Lorenzo Imperiali (ur. 21 lutego 1612 w Genui, zm. 21 września 1673 w Rzymie) – włoski kardynał.

## Życiorys
Urodził się 21 lutego 1612 roku w Genui. Był klerykiem Kamery Apostolskiej, a podczas nieobecności Antonia Barberiniego pełnił rolę legata w Ferrarze. 19 lutego 1652 roku został kreowany kardynałem in pectore. Jego nominacja na kardynała prezbitera została ogłoszona na konsystorzu 2 marca 1654 roku i nadano mu kościół tytularny San Crisogono. W 1662 roku został mianowany legatem w Marchii. Zmarł 21 września 1673 roku w Rzymie.